# Богатовка (Крым)
Бога́товка (до 1945 года Токлу́к; укр. Багатівка; крымскотат. Toqluq, Токълукъ) — село на юго-востоке Крыма. Входит в Городской округ Судак Республики Крым (согласно административно-территориальному делению Украины — Солнечнодолинский сельский совет Судакского горсовета Автономной Республики Крым).

## Население
| 2001 | 2014 |
| ---- | ---- |
| 718  | ↗902 |

Всеукраинская перепись 2001 года показала следующее распределение по носителям языка
| Язык             | Процент |
| ---------------- | ------- |
| русский          | 64.35   |
| крымскотатарский | 27.44   |
| украинский       | 8.08    |

### Динамика численности
| - 1805 год — 88 чел. - 1864 год — 341 чел. - 1886 год — 431 чел. - 1889 год — 416 чел. - 1892 год — 665 чел. - 1897 год — 650 чел. - 1902 год — 705 чел. | - 1915 год — 627/15 чел. - 1926 год — 504 чел. - 1939 год — 478 чел. - 1989 год — 606 чел. - 2001 год — 718 чел. - 2009 год — 800 чел. - 2014 год — 902 чел. |

## Современное состояние
На 2018 год в Богатовке числится 10 улиц и 2 переулка; на 2009 год, по данным сельсовета, село занимало площадь 140,3 гектара на которой, в 271 дворе, проживало 800 человек.
В селе действует фельдшерско-акушерский пункт, отделение Почты России, восстановлена и действует старинная мечеть «Токлук джамиси». Богатовка связана автобусным сообщением с Судаком и соседними населёнными пунктами.

## География
Богатовка расположена на северо-востоке территории округа, в овраге Армутлук-Дере, по которому течёт малая речка Туклузка, между северным склоном горного массива Меганом и хребтом Токлук-Сырт, высота центра села над уровнем моря 154 м. Расстояние до Судакаоколо 13 километров (по шоссе), ближайшая железнодорожная станция — Феодосия — примерно в 47 километрах;
соседние населённые пункты — Миндальное в полукилометре западнее и в 3 км к востоку — Солнечная Долина. Транспортное сообщение осуществляется по региональной автодороге 35Н-597 Судак — Миндальное — Солнечная Долина (по украинской классификации — С-0-11515).
Возле селения находится родник Манджил-Чокрак, вода которого по трубам поступала для нужд жителей.

## История
Время возникновения села не установлено — известны таврские каменные ящики и ныне не существующие менгиры (VI—III века. до н. э.) в окрестностях, которые свидетельствую о древности поселения. После нашествия в 375 году гуннов местность обезлюдела и новые насельники появляются лишь в VIII—IX веках. Средневековое поселение в Богатовке не раскапывалось и не изучено, не опубликовано пока и документов времени капитанства Готия. После захвата в 1475 году генуэзских колоний Османами Толук включили в Судакский кадылык санджака Кефе (до 1558 года, в 1558—1774 годах — эялета) империи. Впервые упомянуто селение Толук в налоговых ведомостях 1634 года, согласно которому в селении числился 1 христианский двор; в Джизйе дефтера Лива-и Кефе (Османских налоговых ведомостях) 1652 года записаны двое христиан-налогоплательщиков из деревни. Документальное упоминание селения встречается в «Османском реестре земельных владений Южного Крыма 1680-х годов», согласно которому Токлук входил в Судакский кадылык эялета Кефе и принадлежал, как зеамет, ханскому катибу (секретарю). Всего в Токлуке упомянуто 24 землевладельца, из которых двое из других селений и 1 «иноверец», владевших 2062-мя дёнюмами земли. После обретения ханством независимости по Кючук-Кайнарджийскому мирному договору 1774 года «повелительным актом» Шагин-Гирея 1775 года селение было включено в Крымское ханство, в состав Кефинского каймаканства Судакского кадылыка, что зафиксировано и в Камеральном Описании Крыма… 1784 года (в списках «Ведомостей о выведенных из Крыма в Приазовье христианах» А. В. Суворова и митрополита Игнатия Токлук не значится).

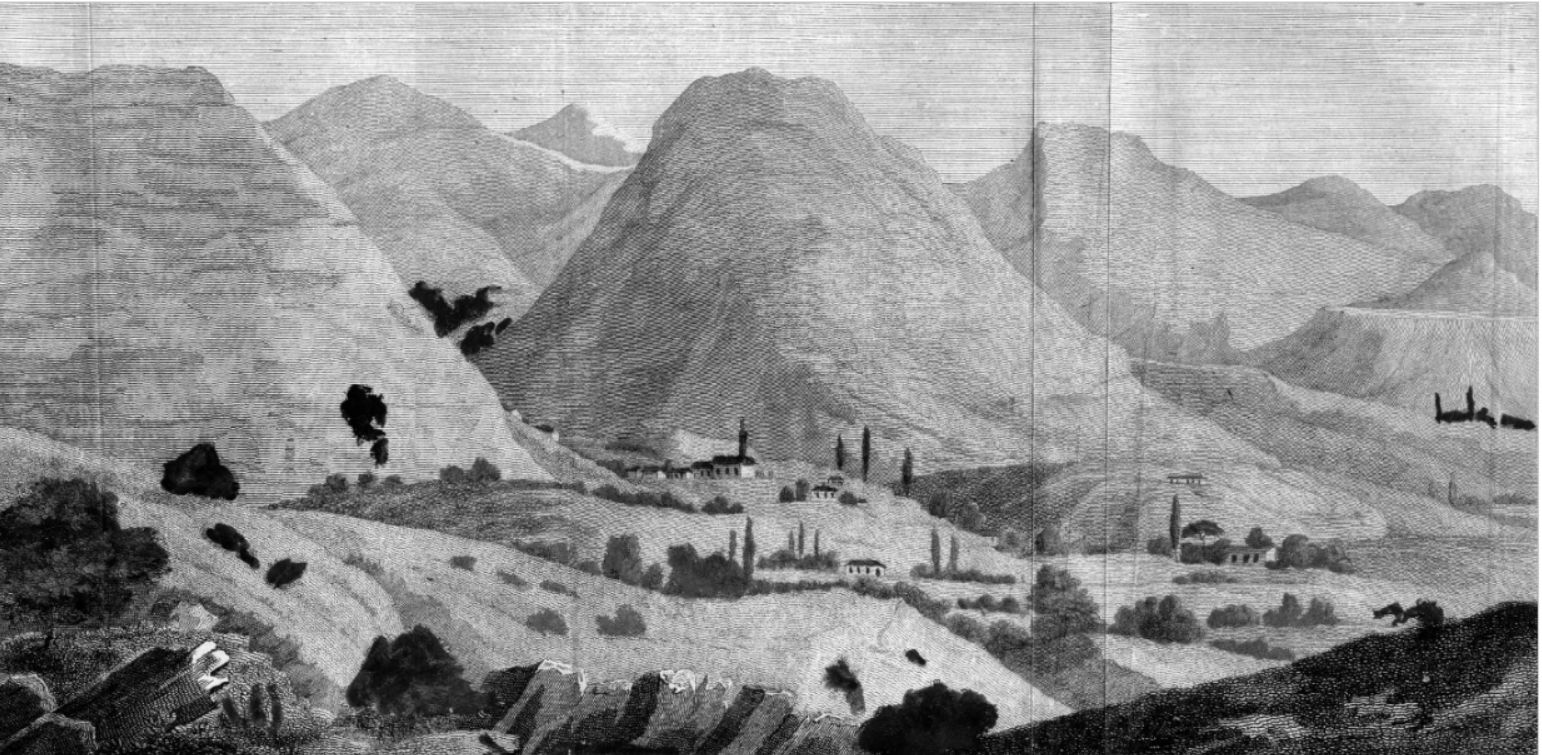
Токлук, 1805 г. (Подписан, как Кутлак в альбоме ко второй части издания П. И. Сумарокова).

 После присоединения Крыма к России (8) 19 апреля 1783 года, (8) 19 февраля 1784 года, именным указом Екатерины II сенату, на территории бывшего Крымского Ханства была образована Таврическая область и деревня была приписана к Левкопольскому, а после ликвидации в 1787 году Левкопольского — к Феодосийскому уезду Таврической области. С началом Русско-турецкой войной 1787—1791 годов, в феврале 1788 года производилось выселение крымских татар из прибрежных селений во внутренние районы полуострова, в том числе и из Токлука. В конце войны, 14 августа 1791 года всем было разрешено вернуться на место прежнего жительства. После Павловских реформ, с 1796 по 1802 год, входила в Акмечетский уезд Новороссийской губернии. По новому административному делению, после создания 8 (20) октября 1802 года Таврической губернии, Токлук был включён в состав Кокташской волости Феодосийского уезда.
По Ведомости о числе селений, названиях оных, в них дворов… состоящих в Феодосийском уезде от 14 октября 1805 года, в деревне Туклук числилось 15 дворов и 88 жителей, исключительно крымских татар. На военно-топографической карте генерал-майора Мухина 1817 года деревня Токлук обозначена с 31 двором. После реформы волостного деления 1829 года Токлук, согласно «Ведомости о казённых волостях Таврической губернии 1829 года» остался в составе Кокташской волости. На карте 1836 года в деревне 66 дворов, как и на карте 1842 года.
В 1860-х годах, после земской реформы Александра II, деревню приписали к Таракташской волости. Согласно «Списку населённых мест Таврической губернии по сведениям 1864 года», составленному по результатам VIII ревизии 1864 года, Токлук — владельческая и общинная татарская деревня с 72 дворами, 341 жителем и мечетью при фонтане. По обследованиям профессора А. Н. Козловского начала 1860-х годов, селение «…изобилуют родники прекрасной пресной воды». На трёхверстовой карте Шуберта 1865—1876 года в деревне Токлук обозначено 43 двора. На 1886 год в деревне Токлук, согласно справочнику «Волости и важнѣйшія селенія Европейской Россіи», проживало 431 человек в 84 домохозяйствах, действовала мечеть. В «Памятной книге Таврической губернии 1889 года» по результатам Х ревизии 1887 года записан Токлук с 90 дворами и 416 жителями.
После земской реформы 1890-х годов деревня осталась в составе преобразованной Таракташской волости. По «…Памятной книжке Таврической губернии на 1892 год» в Токлуке, составлявшем Токлукское сельское общество, числилось 665 жителей в 97 домохозяйствах, на верстовке Крыма 1889 года в Токлуке те же 97 дворов с татарским населением. Всероссийская перепись 1897 года зафиксировала в деревне 650 жителей, из которых 636 мусульман (крымских татар). По «…Памятной книжке Таврической губернии на 1902 год» в деревне Токлук, входившей в Токлукское сельское общество, числилось 705 жителей в 123 домохозяйствах. По Статистическому справочнику Таврической губернии. Ч.II-я. Статистический очерк, выпуск пятый Феодосийский уезд, 1915 год, в деревне Токлук Таракташской волости Феодосийского уезда числилось 144 двора (25 дворов с землёй, 119 — безземельные) с татарским населением в количестве 627 человек приписных жителей и 15 «посторонних», из которых 325 мужчин и 317 женщин. Жители владели 14 десятинами удобной земли. В хозяйствах имелось 56 лошадей, 42 вола, 84 коровы и 1910 голов овец, свиней, или коз. Согласно списку 1915 года «…русских подданных из австрийских, венгерских или германских выходцев» землевладельцев, опубликованном в газете «Таврические губернские ведомости» в апреле 1915 года, при деревне Токлук значатся крымские немцы, владельцы виноградников: Анна, Бернгард, Антон, Леонгард, Мартын и Андреас Генриховичи Нефф, имевший 1 десятиной 1370 квадратными саженями и Нефф Эдуард Иоганнович — 7 дес. 1200 кв. саж..

После установления в Крыму Советской власти, по постановлению Крымревкома от 8 января 1921 года была упразднена волостная система и село включили в состав вновь созданного Судакского района Феодосийского уезда,, а в 1922 году уезды получили название округов. 11 октября 1923 года, согласно постановлению ВЦИК, в административное деление Крымской АССР были внесены изменения, в результате которых округа ликвидировались и Судакский район стал самостоятельной административной единицей. Согласно Списку населённых пунктов Крымской АССР по Всесоюзной переписи 17 декабря 1926 года, в селе Токлук, центре Токлукского сельсовета Судакского района, числилось 134 двора, все крестьянские, население составляло 504 человека, из них 502 татарина и 2 русских, действовала татарская школа. В путеводителе 1929 года «Крым» так описано село 
Небольшая татарская деревушка Токлук, сохранившая еще характерные плоские глиняные кровли, с небольшими виноградными и фруктовыми садиками, тенистыми старыми деревьями и традиционным фонтаном среди деревни.
 По данным всесоюзная перепись населения 1939 года в селе проживало 478 человек.
В 1944 году, после освобождения Крыма от фашистов, согласно постановлению ГКО № 5859 от 11 мая 1944 года, 18 мая крымские татары были депортированы в Среднюю Азию; на май того года подлежало выселению 670 человек крымских татар; было принято на учёт 114 домов спецпереселенцев. 12 августа 1944 года было принято постановление № ГОКО-6372с «О переселении колхозников в районы Крыма» и в сентябре 1944 года в район приехали первые новоселы (2469 семей) из Ставропольского и Краснодарского краёв, а в начале 1950-х годов последовала вторая волна переселенцев из различных областей Украины. Указом Президиума Верховного Совета РСФСР от 21 августа 1945 года Токлук был переименован в Богатовку и Токлукский сельсовет — в Богатовский. С 25 июня 1946 года Богатовка в составе Крымской области РСФСР, а 26 апреля 1954 года Крымская область была передана из состава РСФСР в состав УССР. Время упразднения сельсовета пока не установлено: на 15 июня 1960 года село уже в составе Лагерновского. Указом Президиума Верховного Совета УССР «Об укрупнении сельских районов Крымской области», от 30 декабря 1962 года Судакский район был упразднён и село включили в состав Алуштинского района. 1 января 1965 года, указом Президиума ВС УССР «О внесении изменений в административное районирование УССР — по Крымской области» Богатовку предли в состав Феодосийского горсовета. В 1979 году был воссоздан Судакский район и село передали в его состав. По данным переписи 1989 года в селе проживало 606 человек. С 12 февраля 1991 года село в восстановленной Крымской АССР. Постановлением Верховного Совета Автономной Республики Крым от 9 июля 1991 года Судакский район был ликвидирован, создан Судакский горсовет, которому переподчинили село. 26 февраля 1992 года Крымская АССР переименована в Автономную Республику Крым. С 21 марта 2014 года в составе Крыма аннексирована Россией, с 5 июня 2014 года в Городском округе Судак.